# Asarkina hulleyi
Asarkina hulleyi är en tvåvingeart som först beskrevs av Munro 1924.  Asarkina hulleyi ingår i släktet Asarkina och familjen blomflugor. Inga underarter finns listade i Catalogue of Life.